# Miškolin
Miškolin je literarni lik istoimenske pravljice, ki jo je leta 1931 napisal Josip Ribičič. 

## Vsebina
Miškolin je kratka sodobna pravljica z istoimenskim glavnim književnim junakom, miško s človeškimi lastnostmi, navadami in običaji. Pravljica se začne z opisovanjem Mišonovega doma, kjer stanujejo oče Mišon, mati Mišonka in sin Miškolin, ki je razvajen in mu je vedno dolgčas, zato si želi bratca ali sestrico. Želja se mu uresniči, ko k Mišonovim teta Sivopetka, ki je v nesreči izgubila moža sinove in mora zato po svetu s trebuhom za kruhom, prinese hčerko Mišo. Od zdaj naprej mora Miškolin skrbeti za malo Mišo in jo zabavati. Kmalu spozna, da si je veliko reči prej napačno predstavljal, saj mu je "sestrica" prinesla veliko nevšečnosti. Zgodba opisuje miškove dogodivščine, npr. srečanje z mačko, učenje v mišji šoli, kjer ima zelo strogega učitelja ...
Pravljica se konča s poroko Miškolina in Miše ter vrnitvijo tete Sivopetke.

## Glavni junak
Miškolin predstavlja otroka, ki se dolgočasi in si želi družbe vrstnikov. Živi v družini z mamo in očetom, ki hodita po hrano - "v službo". Kot starejši mora paziti na mlajšo Mišo, kar počne na videz nerad, a v notranjosti ve in na koncu pravljice tudi spozna, da jo ima zelo rad. Z njo se na koncu poroči.

## Analiza
Književni čas je nedoločen. Prostor dogajanja je domovanje Mišonovih. Pripovedovalec je tretjeosebni (vsevedni pripovedovalec).
Stranski književni liki: Miša (Miškolinina osirotela sestrična), oče Mišon (do svojega sina je zelo strog), mati Mišonka (ljubeča tako do svojega moža kot do Miškolina), Sivopetka (Mišina mati, ki mora po smrti moža in sinov v svet), pajek, mačka,  gospodinja, gospod učitelj in Miškolinovi sošolci v Mišji šoli.
Motivi: motiv junaštva (Miškolin premaga mačko), motiv ljubezni (Miškolin sprva nerad skrbi za Mišo, kasneje pa jo vzljubi in se poročita).
Sporočilo: na koncu se vedno vse dobro konča.

## Izdaje knjige
Knjiga je bila prvič izdana leta 1931 pri Mladinski knjigi. Kasneje je bila pri isti založbi ponatisnjena v letih 1957, 1969, 1970, 1974, 1975, 1978, 1979, 1991, 1998, 2001 in 2005, leta 1982 pa pri Založništvu tržaškega tiska v Trstu.